# Пневский, Богдан

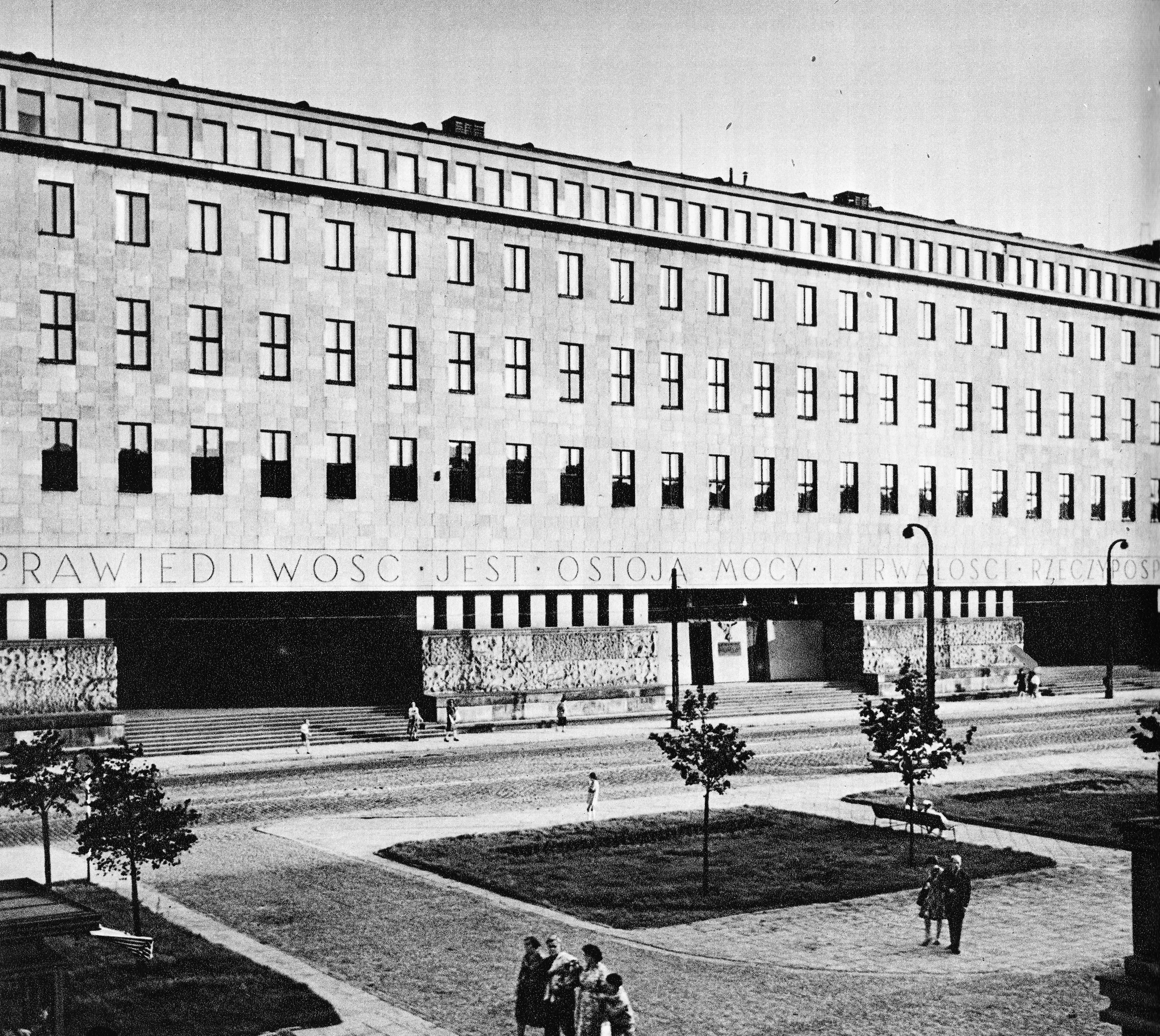
Дом суда на улице Лешно в Варшаве

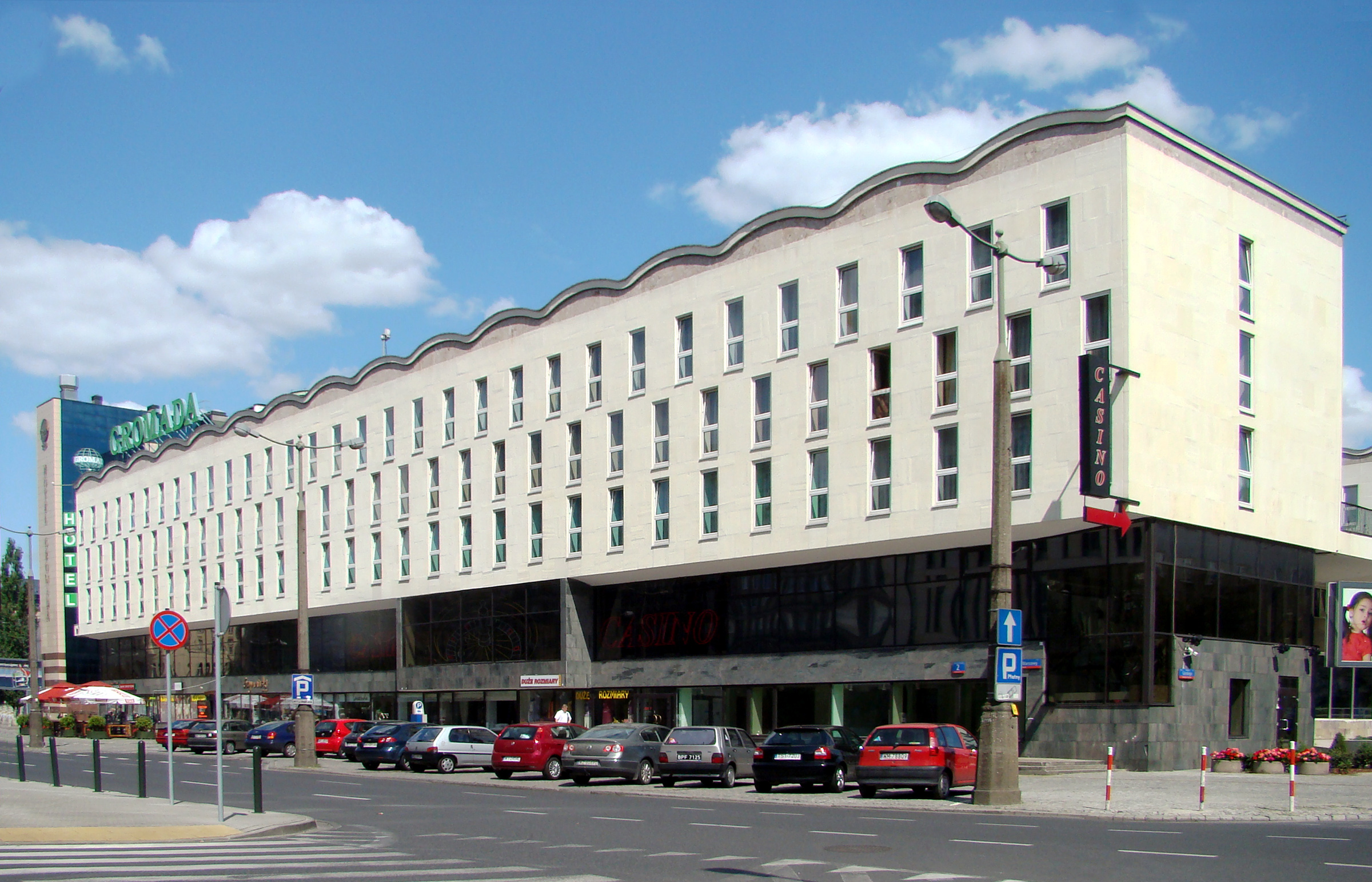
«Дом хлопа» в Варшаве

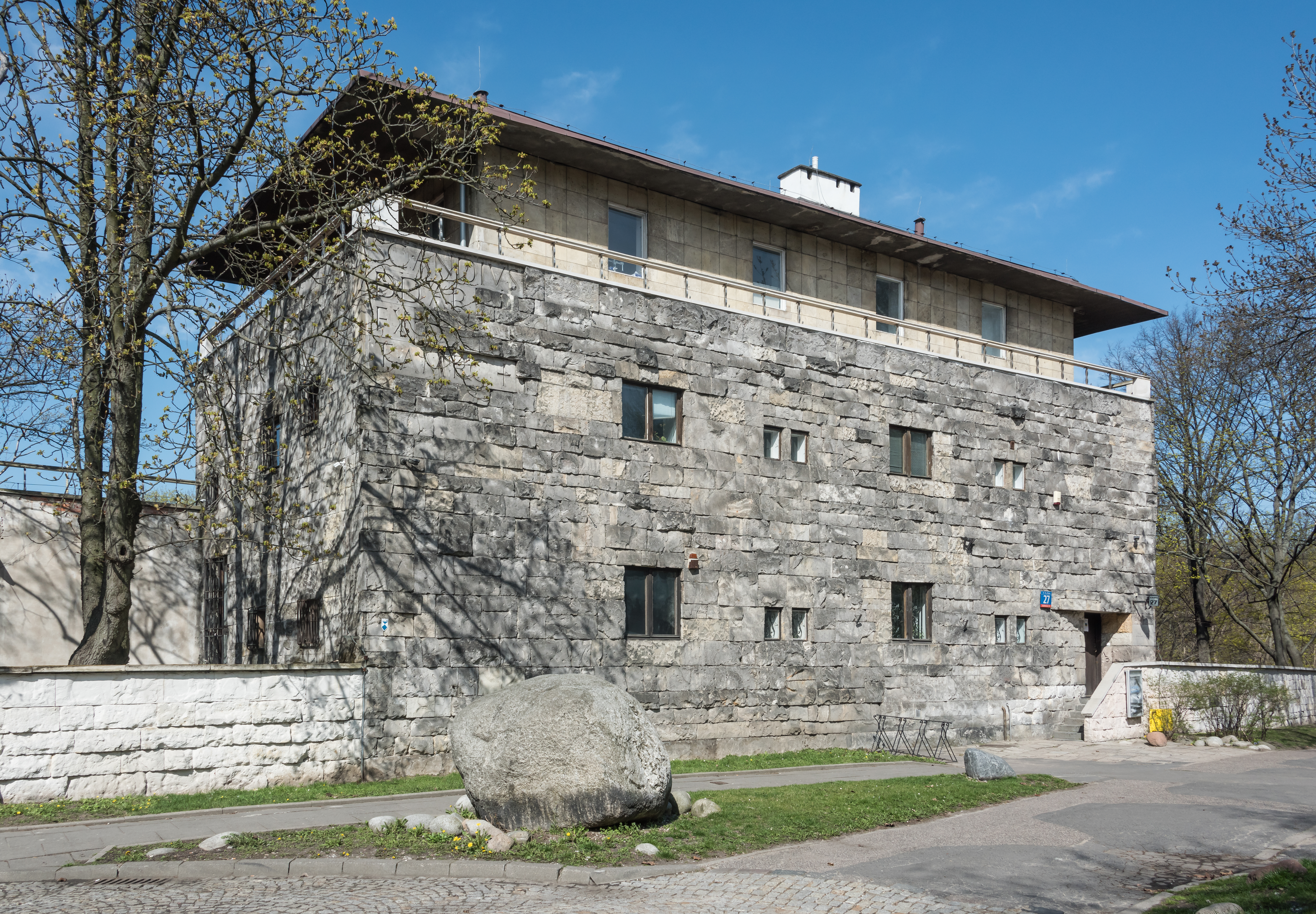
Собственная вилла на улице На скарпе в Варшаве

Богдан Виктор Казимеж Пневский (пол. Bohdan Wiktor Kazimierz Pniewski, 26 августа 1897, Варшава — 5 сентября 1965, там же) — польский архитектор межвоенного и послевоенного периода, педагог.

## Биография
Родился 26 августа 1897 года в Варшаве в семье Виктора Пневского и Гелены с Кешковских. В 1914 году окончил реальную школу им. Сташица в Варшаве. Тогда же поступил на строительный отдел Механически-технической школы Г. Вавельберга и С. Ротванда. Вскоре бросил учёбу и работал на строительстве, а также в проектных бюро Кароля Янковского и Рудольфа Сверчинского. В 1922 году окончил архитектурный факультет Варшавской политехники. Совершил учебную поездку в Италию. С 1923 года преподавал в Варшавской политехнике. Сначала как ассистент, затем как старший ассистент Тадеуша Толвинского на кафедре градостроительства. С 1925 года занимался также частной архитектурной практикой. 1933 года в варшавском Институте пропаганды искусства стал членом совета, а с 1934 года возглавлял её. В 1932—1939 годах профессор чрезвычайный Варшавской академии искусств на кафедрах архитектуры и монументальной скульптуры. В 1927 году принял участие в выставке SAP в Варшаве, где экспонировал ряд рисунков итальянской архитектуры, и собственные градостроительные проекты.
Во время войны продолжал проектировать, занимался также тайно преподавательской деятельностью. С декабря 1939 года работал в Варшаве в Комиссии урбанистических речеведов при городском управлении. После Варшавского восстания некоторое время находился в подпольном госпитале в Милянувке. Перебрался в Кельце, где проводил занятия со студентами, в частности организовал инвентаризацию местных достопримечательностей. Работал над реорганизацией Свентокшиский музея. Инициировал создание строительной школы. Разработал концепцию расширения келецкого кафедрального собора.
Осенью 1945 года вернулся в варшаву. Был профессором на архитектурном факультете Варшавской политехники. В 1945—1950 годах руководил кафедрой монументальной скульптуры Варшавской академии искусств. С 1955 года член Польской академии наук и член-корреспондент французской Академии архитектуры. Член Общества урбанистов польских и Союза архитекторов Республики Польши.
Входил в состав жюри конкурса проектов жилого дома Фонда военного квартирования на углу улиц Нововейской и Сухой в Варшаве (1932), проектов костела в селе Янковице-Косцельне, теперь часть села Дахажув (1933).
4 ноября 1937 года отмечен золотыми Академическими лаврами за выдающиеся заслуги для польского искусства в целом. За творческие достижения был награждён шведским орденом Вазы. Для творчества Пневского характерным является сочетание функционализма с классицизмом.
Умер 5 сентября 1965 в Варшаве. Похоронен на Аллее заслуженных Повонзковского кладбища.

## Работы
- Дома линейной застройки жилищного кооператива «Słońce» на улице Мадалинского в Варшаве (1925—1926).
- Проект регуляции города Радом. Экспонировался на выставке SAP в Варшаве 1927 году.[6]
- Конкурсный проект регуляции площади Сасской в Варшаве 1927 году. Того же года экспонировался на выставке SAP в Варшаве.[6]
- Два проекта здания Банка краевого хозяйства и Министерства публичных работ в Варшаве. Один получил третью награду на конкурсе 1927 году, другой был приобретен жюри. Соавторы Стефан Сеницкий и Ян Стефанович.[11]
- Первое место на конкурсе проектов здания посольства Польши в Болгарии в Софии (1928).
- Одно из трёх первых мест на первом конкурсе проектов костёла Провидения в Варшаве (1930). Ещё один проект на том же конкурсе не получил призовых мест, но был приобретён жюри.[12] На втором (закрытом) конкурсе 1931 года победу вновь одержал Пневский.[13] Французский журнал L’Architecture d’aujourd’hui № 5 за 1932 год опубликовал 7 иллюстраций проекта Пневского.[14] Пневский разработал также проект развития Сеймовой аллее перед костелом.[15]
- Вилла на улице Римской в районе Саска Кемпа в Варшаве (1930—1931).[16]
- Эскизный проект дома Фонда военного квартирование на улице Краковское предместье, 11 в Варшаве. Предназначен для закрытого конкурса 1933 года.[17]
- Проект хлопкового склада в Гдыне. Первое место на конкурсе Министерства промышленности и торговли 1933 года. Соавторы Вацлав Женчиковский и Збигнев Васютинский.[18]
- Вилла «Patria» в Кринице (1934).
- Проект Морской базилики в Гдыне (1934).
- Двородинний жилой дом Урбановича и Мошинского на улице Клйновой, 5 в Варшаве (1935).[19]
- Перестройка дворца Брюлов в Варшаве для нужд Министерства иностранных дел (1932—1937).[20]
- Выставочный павильон на международной выставке в Парижи 1937 года. Получил первое место на отборочном конкурсе. Соавтор Станислав Брукальский.[21]
- Здание суда на улице Лешно в Варшаве (1936—1939).[22]
- Дом Польского радио в Варшаве (1939).
- Комплекс жилых домов на улице Польной в Варшаве (от 1939).
- Концепция развития кафедрального собора в Кельцах, выполнена не позже 1945 года по поручению местной церковной администрации. Предусматривала достройку нового большого храма в южной нави старого.
- Проект регуляции Оси сасской и площади Победы в Варшаве (1947).
- Развитие комплекса зданий Сейма в Варшаве (от 1948). В марте-апреле 1953 года проект экспонировался на Первой общей выставке архитектуры Народной Польши в Варшаве.[23]
- Проект здания Национального банка в Варшаве. В марте-апреле 1953 года экспонировался на Первой общей выставке архитектуры Народной Польши в Варшаве.[23]
- Символическое надгробие С. Стажинского на Повонзковскому кладбище (1962).
- Перестройка в 1952—1965 годах варшавского Большого театра, разрушенного во время войны. Проект отобран на конкурсе. В марте-апреле 1953 года экспонировался на Первой общей выставке архитектуры Народной Польши в Варшаве.[23]
- «Дом хлопа» на улице Повстанцев в Варшаве (1957—1965).
- Комплекс жилых домов в участке Новое Място в Варшаве (1965).
- Проект регуляции площади Пилсудского в Варшаве. Разработан не позднее 1934 года для конкурса, на котором не снискал наград, но был приобретен жюри.[24]
- Собственная вилла на аллее На скарпе, 27 в Варшаве. Построенная с применением фрагментов более древнего дома.[22][25] Интерьеры виллы спроектированы Яном Богуславским при участии скульптора С. Сикоры и живописца Й. Кучборской.[26]
- Дом Министерства иностранных дел в Варшаве. Потерян.[22]
- Вилла на улице Клёновой в Варшаве.[22]